# Breisach am Rhein
Breisach am Rhein, także Breisach nad Renem (alem. Brisach am Rhi) – miasto w Niemczech, w kraju związkowym Badenia-Wirtembergia, w rejencji Fryburg, w regionie Südlicher Oberrhein, w powiecie Breisgau-Hochschwarzwald, siedziba wspólnoty administracyjnej Breisach am Rhein. Leży nad Renem, ok. 20 km od Fryburga Bryzgowijskiego.
Na wzgórzu Münsterberg znajduje się romańsko-gotycki kościół św. Szczepana, z XVI-wiecznym ołtarzem szafiastym. 

## Miasta partnerskie

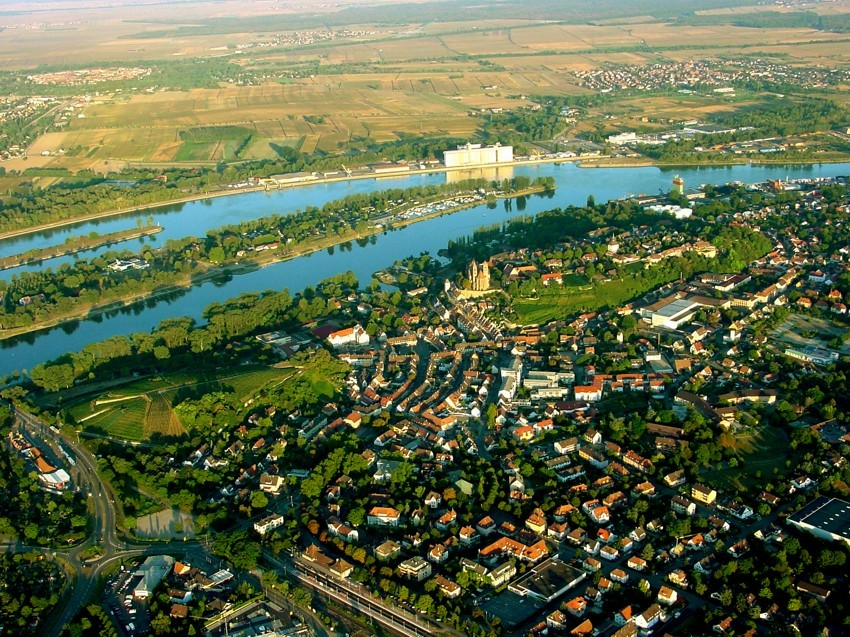
Breisach am Rhein z lotu ptaka

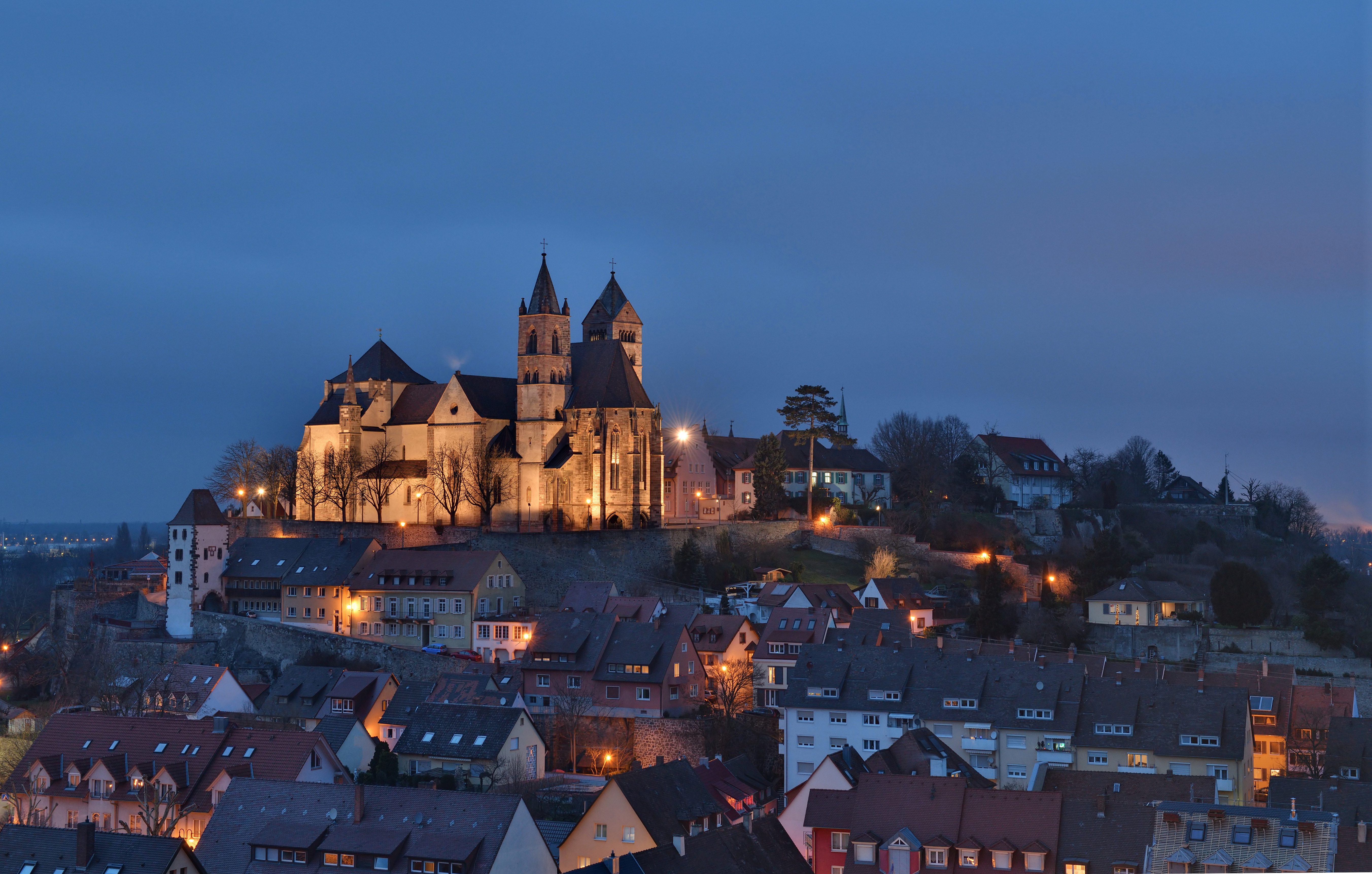
Breisach am Rhein, katedra św. Stefana (St. Stephan)

Miastami partnerskim są:
- Saint-Louis [2]
- Oświęcim [2]
- Neuf-Brisach [2]
- Pürgg-Trautenfels [2]